# Bagnoli di Sopra
Bagnoli di Sopra là một đô thị thuộc tỉnh Padova vùng Veneto, tọa lạc cách 45 km về phía tây nam của Venezia và cách khoảng 25 km về phía nam của thành phố Padova. Tại thời điểm ngày 31 tháng 12 năm 2004, đô thị này có dân số 3.837 người và diện tích 34,9 km².
Bagnoli di Sopra giáp các đô thị: Agna, Anguillara Veneta, Arre, Conselve, Tribano.